# Българи в Албания
Българското малцинство е официално признато от албанското правителство на 12 октомври 2017 година. В 2023 година, на първото преброяване след признаването на малцинството, като българи са се обявили 7057 души. 2281 души са се обявили за северномакедонци.

## История
Територията на днешна Албания дълги векове през Средновековието е част от България. Областта Кутмичевица е главен културно-просветен център на българите, в Драч, Северна Албания, е роден Йоан Кукузел – един от най-видните музиканти – творци в средновековна Европа, и където пише знаменитата си творба „Възхвала на българката“, посветена на майка му. През XVIII и XIX век по-голямата част от българите в региона приемат исляма. В годините между двете световни войни България развива активна дипломатическа дейност за признаване на нашите сънародници в Албания за национално малцинство. Точно обратна е официалната българска позиция през периода 1945 – 1990 година – българите под властта на Енвер Ходжа са загърбени от София и са обявени за приоритет на Скопие.

## Разположение
Компактни български анклави в Албания са областите Мала Преспа, Голо бърдо и Гора (Кукъска Гора), разположени по границата със Северна Македония. Значителен брой българи живеят в градовете Елбасан (4 – 12 000), Тирана (3 – 4000), Драч (2 – 3000), Пешкопия (около 1000 души).
Българите в областта Кукъска Гора, т.нар. горани, са около 7500 души, и населяват 9 села, най-голямо от които е Шищевец (1800 души). Освен тези села по поречието на река Дрин в околността има множество албанизирани български села.
Концентрация на български преселници от областта Голо бърдо в столицата са кварталите „Кодра е прифтит“ (Попово бърдо), „Догана“, „Али Деми“, „Алияс“, „Киностудио“.

## Култура
Български организации са Културно просветно дружество „Иван Вазов“ – Тирана (от 1999), Kултурно дружество „Просперитет Голо бърдо“ – Тирана (от 2000), Клуб за приятелство и сътрудничество „24 май“ – Тирана (от 2008) и Дружеството на „Българите в Албания“ (от 2019).

## Признаване на българското малцинство в Албания
Българското малцинство е единственото непризнато историческо малцинство, подложено на жестока пропаганда от страна на денационализаторската власт на Титова Югославия, която освен във Вардарска Македония, се опитва да налага фалшива национална идентичност и в Пиринска Македония, Северна Гърция и Албания.

Първото признаване на българска общност в страната е през 1921 г. През 1932 г. съгласно резолюция, гласувана от Втората балканска конференция в Истанбул, България и Албания подписват заключителен протокол, в който се заявява, че албанската делегация признава съществуването на българско малцинство в Албания. Поради смяна в правителствата и настъпващата световна война, резолюцията така и не е ратифицирана. Въпросът оттогава е поставян неизменно.
Сред въпросите, които са от чувствителен характер за българската страна и двустранните отношения, е въпросът за правата на лицата от български етнически произход. В Албания официално са признати три национални малцинства (гръцко, „македонско“ и сърбо-черногорско), както и две етно-лингвистични – ромско и влашко/арумънско. Българската етническа група не е призната. Това неблагоприятно за България положение създава съществени предимства пред Северна Македония, която от години провежда целенасочена политика за утвърждаване на тезата за „македонския характер“ на населението от български произход в Албания.
Съхранилите своята етническа идентичност българи в Албания са важно свидетелство за истината за историческото минало на страната, както и на географския регион Македония. Ето защо, в контекста на интеграционния процес на присъединяване на Албания към ЕС, България е естествено да настоява за равнопоставеност на българите в Албания с останалите етноси съобразно практиката и законодателството на страната в тази област, т.е. официално признаване на българско малцинство наред с другите официално признати малцинства.
Три са основните причини, поради които българската общност е една от най-застрашените:

- В сравнение с други национални малцинства, тя е единствената, която все още не е официално призната от албанската държава;

- За разлика от други общности, които са компактни, българската е разпръсната главно в три различни региона, които не са свързани помежду си. Това са Голо Бърдо, Гора и Преспа, като населението е разпръснато в малки села, в едни от най-бедните източни райони на Албания;

- Българската общност е религиозно многообразна. В Преспа преобладават православните християни, в Голо Бърдо тя е предимно смесена – мюсюлманска и православни християни, докато в района на Гора преобладават мюсюлманите. Тези фактори допринасят за специфичния статут на българската общност в Албания като застрашена и затвърждават необходимостта ѝ от подкрепа и държавно признание.
На 15 февруари 2017 г. Европейският парламент за първи път в своите годишни доклади за напредъка на Албания, я призовава да признае българско малцинство в страната. Евродепутатите д-р Андрей Ковачев и Ангел Джамбазки осигуряват необходимата подкрепа за важните изменения в доклада, който се определя като исторически.
Официалният текст в приетия доклад гласи:

„Отбелязва, че са необходими допълнителни усилия, за да се защитят правата на всички малцинства в Албания, чрез цялостното прилагане на съответното законодателство; 
препоръчва правата на хората с български етнически произход в района на Преспа, Голо Бърдо и Гора да бъдат включени в законодателството и гарантирани на практика“.
На 12 октомври 2017 г. Албанският парламент приема поправка в Закона за защита на малцинствата, с която Албания официално признава българското малцинство.

## Македонизъм
След края на Втората световна война в замяна на осигуряването на малцинствени права на албанците Титова Югославия изисква от Енвер Ходжа да обяви албанските българи за македонско малцинство и да започне македонизацията им, осъществявана с югославска, а след 1991 г. - със северномакедонска помощ. В края на 1969 г. бившият просветен министър на страната Реджеп Красничи публикува статия за родината си в „Акен Нюз“, орган на потиснатите европейски народи, в която сред етническите малцинства в Албания се признават и българите.След падането на сталинисткият режим в Албания будните местни българи в страната започват да създават свои организации и сдружения, но до втората половина на 10 - те години на 21 век те не получават поддръжката на официалните български институции. Македонистките активисти и организации отричат наличието на българи в Албания и представят българското самоопределение като предизвикано от желание за получаване на български паспорт с цел улесняване на икономическата миграция, защото след влизането на България в Европейския съюз с тях може да се пътува безвизово до Западна Европа, независимо че никога жители на областите с българско население не са се декларирали като „гърци“, въпреки че в Албания има немалко официално признато гръцко малцинство, а Гърция членува в евросъюза от 1981 г. и с паспортите ѝ може да се пътува безвизово и до САЩ, което е невъзможно с българските. 

## Образование
На територията на Албания действат 3 български училища – неделно училище „Христо Ботев“ в Тирана, както и две училища в Корча и Билища.